# 高棘鋸脂鯉
高棘鋸脂鯉，為輻鰭魚綱脂鯉目脂鯉亞目锯脂鲤科的其中一個種。分布於南美洲巴西亞馬遜河及Uatuma河流域，體長可達19公分，棲息在底中層水域，生活習性不明。

## 扩展阅读
維基物種上的相關：高棘鋸脂鯉